# رواق إسلامي
الرِواق هو مقنطرة مفتوحة من جانب واحد على الأقل. وهو أحد عناصر التصميم المعماري في العمارة الإسلامية وتصميم الحدائق الإسلامية.
الأمثلة تشمل:
- الرواق السعودي في المسجد الحرام.[4]
- بازار كاشان.[5]